# 岡山 (大字)
岡山，原稱阿公店，是高雄市岡山區的一個傳統地域名稱，也是全區行政中心所在地，位於該區中部。相較於今日行政區，其範圍大致包括仁義里不含西北端、忠孝里東半部、平安里、維仁里不含西北部及西南部、壽天里東南部、岡山里中部的岡山路以西及北部的中央地帶向南延伸至新樂街西側地帶。

## 歷史
台灣清治末期至日治初期，岡山地區為一街庄，稱為「阿公店街」，隸屬於仁壽上里。該街輪廓南、北狹長，北邊及東邊北段與臺上庄為鄰，東邊南段與後紅庄為鄰，南邊及西邊南段為街尾崙庄，西邊中、北段為前峰庄。
1901年（日治明治三十四年）11月，全台廢縣廳改設二十廳，該街隸屬於鳳山廳。1903年（明治三十六年）6月，該街編入「阿公店區」，隸屬於鳳山廳。1909年（明治四十二年）10月，合併二十廳為十二廳，阿公店區改隸屬於臺南廳。1920年（大正九年），全台地方制度大改正，廢十二廳改設五州二廳，該街改制並改名為「岡山」大字，隸屬於高雄州岡山郡岡山街。
戰後岡山街改制為岡山鎮，隸屬於高雄縣，大字亦改制為里。1950年10月，高、屏分治，岡山鎮仍隸屬高雄縣。2010年12月25日，高雄縣、市合併為高雄市，岡山鎮改制為岡山區。

## 聚落
本地區發展較早的聚落為阿公店，在日治期初期的官方地圖上已有記載。

## 交通
- 省道台1線
- 省道台19甲線

## 學校
- 岡山高中
- 岡山農工
- 岡山國小
- 壽天國小

## 廟宇
- 岡山壽天宮